# Chilopogon
Chilopogon es un género que tiene asignada dos especies de orquídeas epifitas muy cercanas al género Appendicula. Es originario de Papúa Nueva Guinea.

## Descripción
Es una planta erecta o colgante que tiene reminiscencias de helecho con flores insignificantes que nacen en cortas inflorescencias. 

## Taxonomía
El género fue descrito por Rudolf Schlechter y publicado en Repertorium Specierum Novarum Regni Vegetabilis, Beihefte 1: 325. 1912.
Etimología
El nombre botánico Chilopogon proviene de dos palabras griegas: cheilos = (labio) y pogon = (barba), por la forma y estructura del labelo de sus flores.

## Especies
- Chilopogon distichum
- Chilopogon oxysepalum